# يوشيكاتسو كاواغوتشي

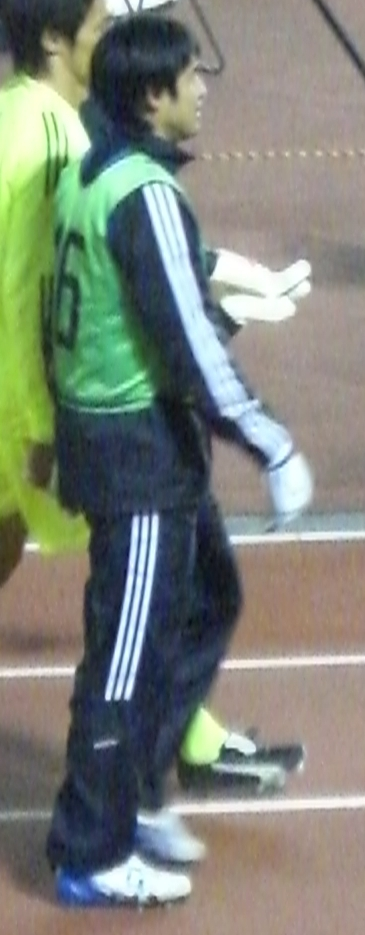
يوشيكاتسو كاواغوتشي

يوشيكاتسو كاواغوتشي (川口 能活 Kawaguchi Yoshikatsu)، من مواليد 15 أغسطس 1975 في فوجي في اليابان، حارس مرمى ياباني.
بدأ مسيرته الكروية مع نادي يوكوهاما مارينوس في عام 1994، ولعب معهم حتى عام 1998، وشارك معهم في 130 مباراة، وفي عام 1999 انتقل إلى نادي يوكوهاما أف مارينوس، ولعب معهم حتى عام 2001، وشارك معهم في 104 مباريات، وفي عام 2001 انتقل إلى نادي بورتسموث الإنجليزي، ولعب معهم حتى عام 2003، وشارك معهم في 12 مباراة، وفي موسم 2003/2004 انتقل إلى نادي نوردسيلاند الدنماركي، ولعب معهم 8 مباريات، ومنذ عام 2004 وهو يلعب مع نادي جوبيلو إيواتا.
و قد بدأ باللعب مع منتخب اليابان لكرة القدم في عام 1997 وشارك أربعة مرات في بطولة كأس العالم لكرة القدم (1998، 2002، 2006، 2010). كان لة دور كبير في مساعدة فريقة بالفوز بكاس امم آسيا 2004 في الصين
وقد شارك باكثر من مئة مباراة دولية مع المنتخب الياباني (116 مباريات)

## روابط خارجية
- يوشيكاتسو كاواغوتشي على موقع الاتحاد الدولي (مؤرشف)  (الإنجليزية)
- يوشيكاتسو كاواغوتشي على موقع رابطة كرة القدم اليابانية للمحترفين (اليابانية)
- يوشيكاتسو كاواغوتشي على موقع قاعدة بيانات كرة القدم.إي يو (الإنجليزية)
- يوشيكاتسو كاواغوتشي على موقع ناشيونال فوتبول تيمز (الإنجليزية)
- يوشيكاتسو كاواغوتشي على موقع Soccerway.com (الإنجليزية)
- يوشيكاتسو كاواغوتشي على موقع عالم كرة القدم.نت (الإنجليزية)
- يوشيكاتسو كاواغوتشي على موقع كووورة
- يوشيكاتسو كاواغوتشي على موقع أوليمبيديا (الإنجليزية)